# 평균의 2/3 추측하기
게임 이론에서, "평균의 ⁠2/3⁠ 추측하기"는 참가자들이 0과 100사이의 실수 범위 내에서 평균의 ⁠2/3⁠이 얼마나 될지 추측하는 게임이다. 평균의 ⁠2/3⁠에 가장 근접한 사람이 승리자가 된다.

## 균형 분석
이 게임에서는 우월전략이 없으나 순수전략인 유일한 내시균형은 있는데, 이 균형은 열등 전략을 배제함에 따라서 찾아질 수 있다. ⁠66+2/3⁠ 이상의 어떤 숫자를 택하는 행위는 모든 플레이어들에 대해 열등한 전략이 되며, 어떻게 하더라도 평균의 ⁠2/3⁠에 도달할 수 없게된다.
따라서 이 숫자들은 배제해야하며, 이 전략은 모든 플레이어들에게서 제거된다. 그렇다면, 다시 이 사고를 반복하여 ⁠66+2/3⁠이상의 숫자가 배제되므로 ⁠44+4/9⁠ 또한 배제시킬 수 있다. 이 사고를 계속해서 반복하게 되면 0을 초과하는 모든 숫자들을 배제하게 되어 0을 택하는 것이 균형으로 이르게된다.
이 제거과정은 0에서 100 사이의 정수를 택하는 경우에는 같은 결론에 도달하지 않는다. 이 경우에 0과 1을 제외한 모든 정수가 제외되는데, 플레이어의 최소한 ⁠1/4⁠이 0을 택한다면 0을 택하는 것에 유인을 갖지만, 그렇지 않다면 1을 택해야 한다.

## 실험 결과
이 게임은 보통 경제학과 학부생이 0의 추론에 실패하는 하는 게임이론 강의에서 진행된다. 일반적인 사람들이 진행하였을 때 통상적으로 우승자들은 0이상의 숫자를 추측하였으며, 덴마크의 신문 Politiken이 구성한 인터넷 기반의 실험에 따르면 21.6이 바로 평균의 ⁠2/3⁠ 값이었다. 19,196 명의 사람이 21.6이라는 숫자를 골랐고, 5000 덴마크 크론을 수령하게 되었다.

## 합리성과 합리성을 가지고 있다는 상식
이 게임은 전략을 따르는 배우들의 완전 합리성과 모든 참가자들의 합리성에 의한 게임이론에서의 공통지식(common knowledge) 간의 차이를 보여준다. 완전히 합리적인 참가자는 다른 플레이어들도 자신만큼 합리적이며 모든 참가자의 합리성이 상식이라는 것을 알기 전까지 0을 택하지 않는다. 만일 합리적인 참가자가 다른 참가자들이 위의 제거 과정을 따르지 않을것이라고 믿는다면, 그는 0 이상의 숫자를 적어내는 것이 합리적이다.
모든 참가자들이 합리적이지만 다른 사람들의 합리성에 관한 공통지식을 가지고 있지는 않은 경우를 가정해볼 수도 있다. 이 경우에는 다른 플레이어들이 비합리적으로 참가할 것을 예상할 수 있기 때문에 모든 참가자들이 0을 추론할 필요가 없다.
예컨대, 독자가 이 게임의 해(solution)가 0임을 알고 있다 가정하자. 그러나 상금이 걸려있는 상황에서는 독자조차도 0을 부르지 않을 것이다. 그 이유는 다른 사람들이 합리적인지의 여부가 불확실하기 때문이다. 사실 공통지식(common knowledge)의 개념에 기반해 말하자면, 설령 모든 사람들이 합리적인 것을 알고 다른 이들 역시 모든 참가자들이 합리적인 것을 알고 있다 하더라도 게임의 균형은 0이 아닐 수 있다. 그 이유는 다른 참가자들이 합리적인 것을 알더라도 다른 참가자들이 그 스스로를 제외한 모든 참가자들이 합리적인지에 대해 불확실한 상황에 놓여있기 때문이다. 결론적으로 게임의 균형이 0이 되기 위해서는 모든이들이 합리적이라는 것이 공통지식이어야 하고, 즉 이러한 반복적인 과정이 임의의 자연수에 대해 성립해야 한다는 것이다.

## 역사
알랜 레독스가 평균의 ⁠2/3⁠ 추론하기의 창시자이다. 1981년에, 레독스는 그의 프랑스 매거진 Jeux et Stratégie에서 타이브레이크를 하기 위한 방법으로 사용하였다. 그는 약 4천명의 독자들에게 직전의 퍼즐에서 몇점을 얻었을 것 같은지 1에서 1,000,000,000사이의 정수중에서 물어보았다. 이 게임의 승자는 평균적으로 예측한 숫자의 ⁠2/3⁠에 가장 근접한 사람이 우승자였다.
1995년에 로즈마리 나젤이 이 종류의 추론 게임의 가능성을 밝혀냈다. 이 게임들은 참가자들의 "생각의 깊이"를 알 수 있었다. 케인즈의 뉴스상의 미인대회와 주식시장 투자의 비교분석 때문에 이 게임은 케인즈의 미인대회라고도 알려져있다. 로즈마리 나겔의 미인대회는 곧 실험경제학에서의 저명한 게임이 되었다. 이 게임의 잊혀진 발명가는 카젤 대학교에서 진행한 2009년 체스 플레이어들과 같이 진행된 미인대회 실험에서 발굴되었다. 알렌 레독스는 그에게 익숙한 실험을 6000명이 넘는 다른 체스 플레이어들과 참가하였다.

## 같이 보기
- 케인즈의 미인대회
- 단일 입찰 경매
- 예상치 못한 교수형